# Стефан Поп
Сте́фан Поп, повне ім'я Стефан (Штефан) Мар'ян Поп (рум. Ștefan-Marian Pop; нар. 16 лютого 1987, Бистриця, СРР) — румунський оперний співак (тенор). Лауреат багатьох міжнародних премій, зокрема, переможець конкурсу «Опералія» (2010).

## Життєпис
Стефан Поп народився 16 лютого 1987 року в румунському місті Бистриця. Закінчив Національну музичну академію Георге Діми (2010) в місті Клуж-Напока. Співочу кар'єру розпочав в клуж-напоцькій Угорській опері, де виконав партію Паоліно в опері Ilmatrimonio segreto. Втім, повноцінним сценічним дебютом вважають партію Неморіно в опері L'Elisir d'amore, яку він виконав у Румунському національному оперному театрі в Тімішоарі.
Надалі Стефан Поп працював в оперних театрах Трієста, Гамбурга, Генуї, Палермо, Тель-Авіва, Неаполя, Таорміни, Венеції та багатьох інших міст. Серед його найвизначніших кар'єрних віх наступні:
- Гамбурзька державна опера — партія Альфредо в «Травіаті»;
- Бухарестська національна опера — партія в опері «Фауст»;
- Віденська державна опера — партія Ельвіно в опері La Sonnambula;
- Цюрихський оперний театр — партія Кассіо в опері «Отелло»;
- Сеульська опера — партія Герцога в опері «Ріголетто»;
- Королівський оперний театр в лондонському Ковент-Гардені;
- Римська опера — партія Альфредо в «Травіаті»;
- Грецька національна опера;
- Паризька національна опера;
- Культурний центр Гонконга[1][3].

Стефан Поп співпрацює з такими відомими диригентами як Евеліно Підо, Андреа Баттістоні, Даніеле Гатті, Сімоне Янг, Мікеле Маріотті, Ріккардо Фрізза, Омер Велбер, Марко Летоня, Донато Ренцетті, П'єр Джорджіо Моранді, Фабіо Луїзі, Зубін Мета, Нелло Санті.

## Нагороди
- Конкурс «Опералія», I премія (2010)[2]
- Почесний громадянин Бистриці